# Tipula (Acutipula) sinarctica
Tipula (Acutipula) sinarctica is een tweevleugelige uit de familie langpootmuggen (Tipulidae). De soort komt voor in het Palearctisch gebied.